# Meteora
Meteora (grčki: Μετέωρα, lebdeće stijene ili stijene obješene o nebo) je skupina grčkih pravoslavnih manastira izgrađenih na visokim kamenim liticama koje poput stupova strše u nebo, pored grada Kalambakija u zapadnoj Tesaliji.
Manastiri su izgrađeni na prirodnom stijenama vapnenca visokim i do 500 metara, na sjeverozapadnom rubu Tesalske ravnice, u blizini rijeke Penej na istočnim padinama planinskog masiva Pind u centralnoj Grčkoj. Meteora je bila skupina od čak 24 manastira, danas je preostalo samo šest (pet muških i jedan ženski). To su manastiri; Veliki Meteoron (Megalou Meteorou ili Metamorphosis), Varlam (Agios Varlaam), Sveti Stjepan (Agios Stephanos), Sveto Trojstvo (Agia Triada), Sveti Nikola Anapausas (Agios Nikolaos Anapavsas) i Rousanou (Agios Rousanou,  Arsanou). 
1988. godine kompleks manastira Meteora uvršten je na UNESCO-ov popis Svjetske baštine.

## Povijest
Ni danas se ne zna kada je osnovan prvi samostan u Meteori, ali se zna da su već od 11. st. monasi pustinjaci počeli živjeti u spiljama i umjetno isklesanim nastambama u stijenama Meteore. 
Na kraju 11. ili početkom 12. stoljeća osnovan je Skit Stagoi (mali pustinjački samostan) koji je bio smješten oko crkve Theotokos (Bogorodica), a njegovi ostatci nalaze se tu i danas.
U 14. st. došlo je do prodora otomanske vojske na prostor Grčke,  te su monasi stali tražiti prostor koji bi im omogućio kakvu takvu sigurnost, to su pronašli na teško dostupnim ( zapravo nedostupnim) kamenim stupovima Meteore, koji su se pokazali kao idealno utočište. 1334. godine došle su izbjeglice sa svete gore Atosa, a s njima i monah Athanasios Koinovitis koji je zajedno sa svojim duhovnim ocem Gregoriosom i 14 drugih redovnika utemeljio samostan Metamorphosis, današnji Veliki Meteoron (Megalo Meteoron). Nakon Metamorphosisa je izgrađeno je tijekom sljedeća dva stoljeća još 23 samostana, od njih je danas opstalo samo šest.
Postoji priča, pa i vjerovanje da se Athanasios Koinovitis (osnivač prvog samostana u Meteori) nije uspeo na okomitu stijenu sam već ga je na stijenu donio orao.
Pristup samostanima na vrhovima kamenih stijena bio je izvorno izuzetno težak i pogibeljan, koristile su se duge ljestve od užadi,  ili velike mreže kao kabine primitivnih dizala, kojima su se prebacivali ljudi i roba do samostanskih objekata na vrhovima stijena (Samostan Verlam je na stijeni visokoj 373 metra).

## Aktivni manastiri
- Sveti Manastir ili Veliki Meteoron je najveći manastir Meteora, a podignut je u 14. st. i obnavljan 1483. i 1552. godine. Njegov je glavni muzej za turiste. Glavna crkva (katholikon) je posvećena Isusovom preobraženju oko 1387. godine, a oslikan je prilikom obnove manastira.
- Manastir sv. Varlaama je drugi po veličini manastir Meteora, a izgrađen je 1541. godine s ukrasima iz 1548. Crkva Svih Svetih je upisanog grčkog križa s kupolom i prostranim egzonarteksom s kupolom. Stari refektorij se koristi kao muzej, a sjeverno od crkve se nalazi Paraklesion (kapela koja ima ulaz izvana) tri biskupa izgrađen 1627. i oslikan 1637. godine.
- Manastir sv. Rousanoua i sv. Barbare je osnovan polovicom 16. st., a oslikan 1560. godine.
- Manastir sv. Nikole Anapausasa se sastoji od malene crkve iz 16. st. koju je oslikao kretski slikar Theophanis Strelitzas 1527. godine.
- Manastir sv. Stjepana je izgrađen na visoravni, a ne na litici, u 16. st., a oslikan je 1545. godine. Jako je stradao u Drugom svjetskom ratu kada su ga Nacisti bombardirali vjerujući da se u njemu skriva pokret otpora. Nakon toga je napušten, a obnovile su ga i preuzele redovnice.
- Manastir Svetog Trojstva izgrađen je na jako visokoj litici 1475. godine, a obnavljan je više puta (1684., 1689., 1692. i 1741.).

- Veliki Metereon
- Manastir sv. Varlaama
- Manastir sv. Rousanoua
- Manstir sv. Nikole Arnapausasa

## Vanjske poveznice
- Lokalni portal posvećen manastirima u Meteori
- Foto galerija Andyja Carvina posvećene Meteori